# Cell Chemical Biology
Cell Chemical Biology (abgekürzt 	Cell Chem. Biol.) ist eine wissenschaftliche Fachzeitschrift, die monatlich im Peer-Review-Verfahren bei Cell Press erscheint. Bis 2015 lautete der Name der Zeitschrift Chemistry & Biology. Die Zeitschrift erschien erstmals 1994 und behandelt Themen aus dem Bereich der chemischen Biologie. Thematisiert werden insbesondere Aspekte aus den Bereichen Krebsbiologie, Immunologie, Zellbiologie, Mikrobiologie, Virologie, RNA-Biologie, synthetische Biologie, Protein-Engineering, Genome Editing, Arzneimittelentwicklung, Stoffwechsel und Physiologie. Der Impact Factor lag 2022 bei 6,6. Chefredakteurin ist Mishtu Dey.